# World Poker Tour seizoen 7
Een overzicht van de evenementen uit het zevende seizoen van de World Poker Tour (WPT) en resultaten van de hoofdtoernooien daarvan. De winnaars hiervan schrijven naast het prijzengeld een officiële WPT-titel op hun naam:

### Spanish Championship
- Casino: Casino Barcelona, Barcelona
- Buy-in: €5.000,-
- Datum: 28 mei t/m 27 mei 2008
- Aantal deelnemers: 253
- Totaal prijzengeld: €1.278.396,- ($1.993.072,-)
- Aantal uitbetalingen: 27

| Positie | Naam             | Prijs                   |
| ------- | ---------------- | ----------------------- |
| 1ste    | Casper Hansen    | €425.000,- ($662.592,-) |
| 2de     | Stefan Mattsson  | €220.000,- ($342.989,-) |
| 3de     | Thiago Nishijima | €112.300,- ($175.080,-) |
| 4de     | Andres Vidal     | €87.400,- ($136.260,-)  |
| 5de     | Guy Sitbon       | €75.000,- ($116.928,-)  |
| 6de     | Martin Lundenius | €62.300,- ($97.128,-)   |

### Bellagio Cup IV
- Casino: Bellagio, Las Vegas
- Buy-in: $15.000,-
- Datum: 11 juli t/m 17 juli 2008
- Aantal deelnemers: 446
- Totaal prijzengeld: $6.489.300,-
- Aantal uitbetalingen: 100

| Positie | Naam              | Prijs        |
| ------- | ----------------- | ------------ |
| 1ste    | Mike Watson       | $1.673.770,- |
| 2de     | David Benyamine   | $840.295,-   |
| 3de     | Luke Staudenmaier | $452.465,-   |
| 4de     | Ralph Perry       | $290.900,-   |
| 5de     | John Phan         | $193.915,-   |
| 6de     | Gabriel Thaler    | $129.275,-   |

### Legends of Poker
- Casino: Bicycle Casino, Los Angeles
- Buy-in: $10.000,-
- Datum: 23 augustus t/m 28 augustus 2008
- Aantal deelnemers: 373
- Totaal prijzengeld: $3.520.738,-
- Aantal uitbetalingen: 36

| Positie | Naam          | Prijs        |
| ------- | ------------- | ------------ |
| 1ste    | John Phan     | $1.116.428,- |
| 2de     | Amit Makhija  | $563.320,-   |
| 3de     | Zachary Clark | $281.645,-   |
| 4de     | Paul Smith    | $246.450,-   |
| 5de     | Trong Nguyen  | $211.245,-   |
| 6de     | Kyle Wilson   | $176.035,-   |

### Borgata Poker Open
- Casino: Borgata, Atlantic City
- Buy-in: $10.000,-
- Datum: 14 september t/m 18 september 2008
- Aantal deelnemers: 516
- Totaal prijzengeld: $5.000.000,-
- Aantal uitbetalingen: 54

| Positie | Naam           | Prijs        |
| ------- | -------------- | ------------ |
| 1ste    | Vivek Rajkumar | $1.424.500,- |
| 2de     | Sang Kim       | $750.000,-   |
| 3de     | Dan Heimiller  | $387.500,-   |
| 4de     | Jason Strochak | $337.500,-   |
| 5de     | Mark Seif      | $287.500,-   |
| 6de     | Andrew Knee    | $237.500,-   |

### North American Poker Championship
- Casino: Fallsview Casino Resort, Niagara Falls
- Buy-in: C$10.000,- (US$8.500,-)
- Datum: 10 oktober t/m 16 oktober 2008
- Aantal deelnemers: 454
- Totaal prijzengeld: C$4.374.475,- (US$3.829.391,-)
- Aantal uitbetalingen: 45

| Positie | Naam           | Prijs                          |
| ------- | -------------- | ------------------------------ |
| 1ste    | Glen Witmer    | C$1.250.352,- (US$1.084.256,-) |
| 2de     | Gavin Smith    | C$612.427,- (US$542.129,-)     |
| 3de     | Kathy Liebert  | C$319.337,- (US$282.682,-)     |
| 4de     | Ryan Fisler    | C$262.469,- (US$232.341,-)     |
| 5de     | Marc Karam     | C$196.851,- (US$174.255,-)     |
| 6de     | James Trenholm | C$153.107,- (US$135.533,-)     |

### Festa Al Lago
- Casino: Bellagio, Las Vegas
- Buy-in: $15.000,-
- Datum: 20 oktober t/m 26 oktober 2008
- Aantal deelnemers: 368
- Totaal prijzengeld: $5.354.000,-
- Aantal uitbetalingen: 50

| Positie | Naam                 | Prijs        |
| ------- | -------------------- | ------------ |
| 1ste    | Bertrand Grospellier | $1.411.015,- |
| 2de     | Nam Le               | $943.215,-   |
| 3de     | Osmin Dardon         | $506.245,-   |
| 4de     | Nenad Medić          | $373.010,-   |
| 5de     | Adam Levy            | $266.445,-   |
| 6de     | Will Mietz           | $186.510,-   |

### Foxwoods World Poker Finals
- Casino: Foxwoods, Mashantucket (Connecticut)
- Buy-in: $10.000,-
- Datum: 5 november t/m 11 november 2008
- Aantal deelnemers: 412
- Totaal prijzengeld: $3.876.508,-
- Aantal uitbetalingen: 50

| Positie | Naam             | Prijs        |
| ------- | ---------------- | ------------ |
| 1ste    | Jonathan Little  | $1.120.310,- |
| 2de     | Jonathan Jaffe   | $670.636,-   |
| 3de     | Charles Marchese | $337.256,-   |
| 4de     | David Pham       | $240.344,-   |
| 5de     | Jack Schanbacher | $182.196,-   |
| 6de     | Mike Matusow     | $124.048,-   |

### Doyle Brunson Five Diamond World Poker Classic
- Casino: Bellagio, Las Vegas
- Buy-in: $15.000,-
- Datum: 13 december t/m 19 december 2008
- Aantal deelnemers: 497
- Totaal prijzengeld: $7.231.350,-
- Aantal uitbetalingen: 100

| Positie | Naam          | Prijs        |
| ------- | ------------- | ------------ |
| 1ste    | David Rheem   | $1.538.730,- |
| 2de     | Justin Young  | $936.760,-   |
| 3de     | Evan McNiff   | $540.440,-   |
| 4de     | Steve Sung    | $396.205,-   |
| 5de     | Amnon Filippi | $288.235,-   |
| 6de     | Hoyt Corkins  | $216.175,-   |

### Southern Poker Championship
- Casino: Beau Rivage, Biloxi
- Buy-in: $10.000,-
- Datum: 14 januari t/m 17 januari 2009
- Aantal deelnemers: 283
- Totaal prijzengeld: $2.662.747,-
- Aantal uitbetalingen: 27

| Positie | Naam              | Prijs        |
| ------- | ----------------- | ------------ |
| 1ste    | Allen Carter      | $1.025.500,- |
| 2de     | Bobby Suer        | $501.028,-   |
| 3de     | Soheil Shamseddin | $263.725,-   |
| 4de     | Hilbert Shirey    | $184.607,-   |
| 5de     | Tyler Smith       | $134.500,-   |
| 6de     | Chuck Kim         | $105.490,-   |

### L.A. Poker Classic
- Casino: Commerce Casino, Los Angeles
- Buy-in: $10.000,-
- Datum: 21 februari t/m 26 februari 2009
- Aantal deelnemers: 696
- Totaal prijzengeld: $6.681.600,-
- Aantal uitbetalingen: 63

| Positie | Naam                 | Prijs        |
| ------- | -------------------- | ------------ |
| 1ste    | Cornel Andrew Cimpan | $1.686.760,- |
| 2de     | Binh Nguyen          | $935.424,-   |
| 3de     | Mike Sowers          | $654.797,-   |
| 4de     | Chris Karagulleyan   | $430.963,-   |
| 5de     | Pat Walsh            | $310.694,-   |
| 6de     | Chris Ferguson       | $240.538,-   |

### Bay 101 Shooting Star
- Casino: Bay 101, San Jose
- Buy-in: $10.000,-
- Datum: 16 maart t/m 20 maart 2009
- Aantal deelnemers: 391
- Totaal prijzengeld: $3.714.500,-
- Aantal uitbetalingen: 45

| Positie | Naam          | Prijs        |
| ------- | ------------- | ------------ |
| 1ste    | Steve Brecher | $1.025.500,- |
| 2de     | Kathy Liebert | $550.000,-   |
| 3de     | Chris Moore   | $291.500,-   |
| 4de     | Tony Behari   | $230.000,-   |
| 5de     | Thao Le       | $180.000,-   |
| 6de     | Chau Vu       | $135.000,-   |

### Foxwoods Poker Classic
- Casino: Foxwoods, Mashantucket, Connecticut
- Buy-in: $10.000,-
- Datum: 3 april t/m 8 april 2009
- Aantal deelnemers: 259
- Totaal prijzengeld: $2.436.930,-
- Aantal uitbetalingen: 30

| Positie | Naam             | Prijs      |
| ------- | ---------------- | ---------- |
| 1ste    | Vadim Trincher   | $731.079,- |
| 2de     | Amnon Filippi    | $409.405,- |
| 3de     | Lenny Cortellino | $214.449,- |
| 4de     | Matt Casterella  | $138.905,- |
| 5de     | Alex Perelberg   | $106.007,- |
| 6de     | Joe Raposa       | $85.292,-  |

### WPT World Championship
- Casino: Bellagio, Las Vegas
- Buy-in: $25.000,-
- Datum: 18 april t/m 25 april 2009
- Aantal deelnemers: 338
- Totaal prijzengeld: $8.172.250,-
- Aantal uitbetalingen: 50

| Positie | Naam                 | Prijs        |
| ------- | -------------------- | ------------ |
| 1ste    | Yevgeniy Timoshenko  | $2.143.655,- |
| 2de     | Ran Azor             | $1.441.975,- |
| 3de     | Bertrand Grospellier | $773.940,-   |
| 4de     | Christian Harder     | $570.265,-   |
| 5de     | Shannon Shorr        | $407.340,-   |
| 6de     | Scotty Nguyen        | $285.135,-   |

WPT seizoen 1 · WPT seizoen 2 · WPT seizoen 3 · WPT seizoen 4 · WPT seizoen 5 · WPT seizoen 6 · WPT seizoen 7 · WPT seizoen 8 · WPT seizoen 9 · WPT seizoen 10 · WPT seizoen 11 · WPT seizoen 12 · WPT seizoen 13 · WPT seizoen 14 · WPT seizoen 15 · WPT seizoen 16 · WPT seizoen 17 · WPT seizoen 18 · WPT seizoen 19